# Can Rimblas
Can Rimblas és una obra de Dosrius (Maresme) inclosa a l'Inventari del Patrimoni Arquitectònic de Catalunya.

## Descripció
Masia de tres cossos i dos afegits, un a cada banda, amb planta baixa i pis. El de la dreta té una finestra d'estil gòtic, a l'altura del pis, que devia pertànyer a una altra construcció anterior (segle XIV). A la planta baixa hi ha una finestra amb la data 1702 i amb el nom de Jesús a la llinda. El portal d'entrada aquí no és rodó, sinó rectangular amb la llinda recta. Totes les obertures són de pedra granítica. Acaba la façana amb una petita cornisa i la coberta és a dues aigües.